# Porterville, Kalifornien
Porterville är en stad (city) i Tulare County, i delstaten Kalifornien, USA. Enligt United States Census Bureau har staden en folkmängd på 55 023 invånare (2011) och en landarea på 45,6 km².